# 普萊恩菲爾德 (印地安納州)
普萊恩菲爾德（英語：Plainfield）是一個位於美國印地安納州亨德里克斯縣的城鎮。

## 人口
根據2010年美國人口普查的數據，普萊恩菲爾德的面積為67.14平方千米，當中陸地面積為66.82平方千米，而水域面積為0.22平方千米。當地共有人口27,631人，而人口密度為每平方千米412人。